# Eleazar (hijo de Onias)
Eleazar fue un sumo sacerdote judío (c. 260–245 a. C.) durante el tiempo del Segundo Templo. Era hijo de Onías I y hermano de Simón I.
Eleazar fue el sumo sacerdote implicado en la comunicación con Ptolomeo II Filadelfo del que se habla en la Carta de Aristeas o Pseudo-Aristeas. Según la carta, Eleazar envió setenta y dos eruditos, seis de cada de las tribus de Israel a la isla de Faros para proporcionar a la Biblioteca de Alejandría una traducción griega de la Torá, también llamada la Septuaginta.
Fue sucedido por su tío Manasés.